# Hindmarsh Stadium
L'Hindmarsh Stadium è uno stadio di Adelaide (Australia).
In questo stadio gioca l'Adelaide Utd.
La struttura, costruita nel 1960 e ristrutturata in occasione dei Giochi della XXVII Olimpiade del 2000, ha la capienza di 17 000 posti, 15 500 dei quali a sedere.